# Rosine Crémieux
Pour les articles homonymes, voir Crémieux.
Rosine Crémieux, née Bernheim le 7 octobre 1924 à Elbeuf et morte le 12 septembre 2012 à Paris, est une psychanalyste, résistante et déportée française.  

## Biographie
Rosine Crémieux naît dans une famille juive alsacienne, qui opte pour la France lors de la guerre franco-prussienne de 1870 et s'installe en Normandie. Elle naît à Elbeuf.

### Jeunesse, résistance et déportation
Sa famille se réfugie en région lyonnaise au début de l'occupation allemande de la zone nord. Elle pratique le scoutisme au sein de la Fédération française des éclaireuses, section neutre (laïque). Ses frères rejoignent les Forces françaises libres, tandis qu'elle s'engage dans la résistance intérieure,. Elle suit à Lyon des cours de secourisme, ce qui lui permet de participer comme infirmière au service de santé du Vercors. 
Elle fait partie des sept infirmières de la grotte de la Luire : le 27 juillet 1944, des soldats de la Wehrmacht attaquent une grotte dans laquelle s'était réfugiée l'équipe médicale et soignante de l'hôpital de campagne de Saint-Martin-en-Vercors, avec 35 blessés pour l'essentiel des résistants français, mais également quatre soldats allemands. La majorité des blessés sont exécutés, et les sept infirmières sont arrêtées, emprisonnées d'abord à la caserne de Bonne à Grenoble puis à la prison Montluc à Lyon, avant d'être déportées.  
Rosine Crémieux, qui a alors 20 ans, est déportée à Ravensbrück par le convoi parti de Lyon le 11 août 1944. Parce qu'elle refuse de travailler, elle est envoyée au kommando d’Abterode en octobre 1944. Elle y affectée comme tourneuse-fraiseuse à la fabrication de pièces de moteurs d'avion, qu'elle sabote. En représailles, elle est envoyée en 1945 à Markkleeberg, un camp de travail forcé annexe du camp de Buchenwald. Au moment de l'évacuation des camps, elle parvient à s'échapper d'une Marche de la mort, et est secourue par un Allemand ancien membre des Jeunesses communistes puis par des troupes américaines.

### Figure de la psychanalyse infantile
Après la guerre, elle bénéficie d'une bourse de l'American Field Service et part suivre des études de psychologie clinique aux États-Unis. Rentrée en France, elle travaille comme psychologue et superviseuse dans différents centres, dont le centre médicopsychologique Alfred Binet à Paris et l'hôpital Necker-Enfants malades dans l'équipe de Georges Heuyer. Au début des années 1950, elle entame une psychanalyse, au cours de laquelle elle ne parvient pas à évoquer sa déportation.
En 1952, elle épouse Claude Crémieux, avec qui elle a trois enfants : Thérèse, Marie et Anne-Claude. 
En 1958, elle fonde avec René Diatkine, Serge Lebovici, et Julian de Ajuriaguerra la revue La Psychiatrie de l'enfant, dont elle est d'abord secrétaire de rédaction de 1958 à 1990, puis directrice de la rédaction jusqu'à son décès,. À sa fondation, la revue plaide pour une refondation de psychiatrie infantile, l'importance du travail en équipe pluridisciplinaire et l'ouverture aux expériences étrangères. La Société psychanalytique de Paris, dont elle est membre, souligne sa qualité de « pionnière de la psychanalyse de l’enfant et de l’adolescent avec René Diatkine et Serge Lebovici ».

### Témoin de la déportation
En 1994, elle participe à une émission télévisée avec les autres infirmières survivantes de la grotte de Luire. Ce moment la marque et déclenche chez elle la possibilité de revenir sur son expérience concentrationnaire. Elle publie en 1999 l'ouvrage La Traine-Sauvage dans lequel par le biais d'un dialogue avec le psychanalyste Pierre Sullivan, elle effectue une « mise au présent de la mémoire » cinquante ans après cette expérience,,. 
Elle témoigne ensuite de son expérience dans la Résistance et dans les camps devant différents publics.

## Hommages et distinctions
Rosine Crémieux est récipiendaire des décorations suivantes :
- Officier de la Légion d'honneur (1999)[12] ; chevalier en 1990.
- Médaille militaire[2].
- Croix de guerre 1939-1945[2].
- Médaille de la Résistance française (décret du 24 avril 1946) au nom de « Rosine Bernheim, alias Bernier »[13].

Une résidence sociale porte son nom à Sotteville-lès-Rouen.